# Irene asiàtica

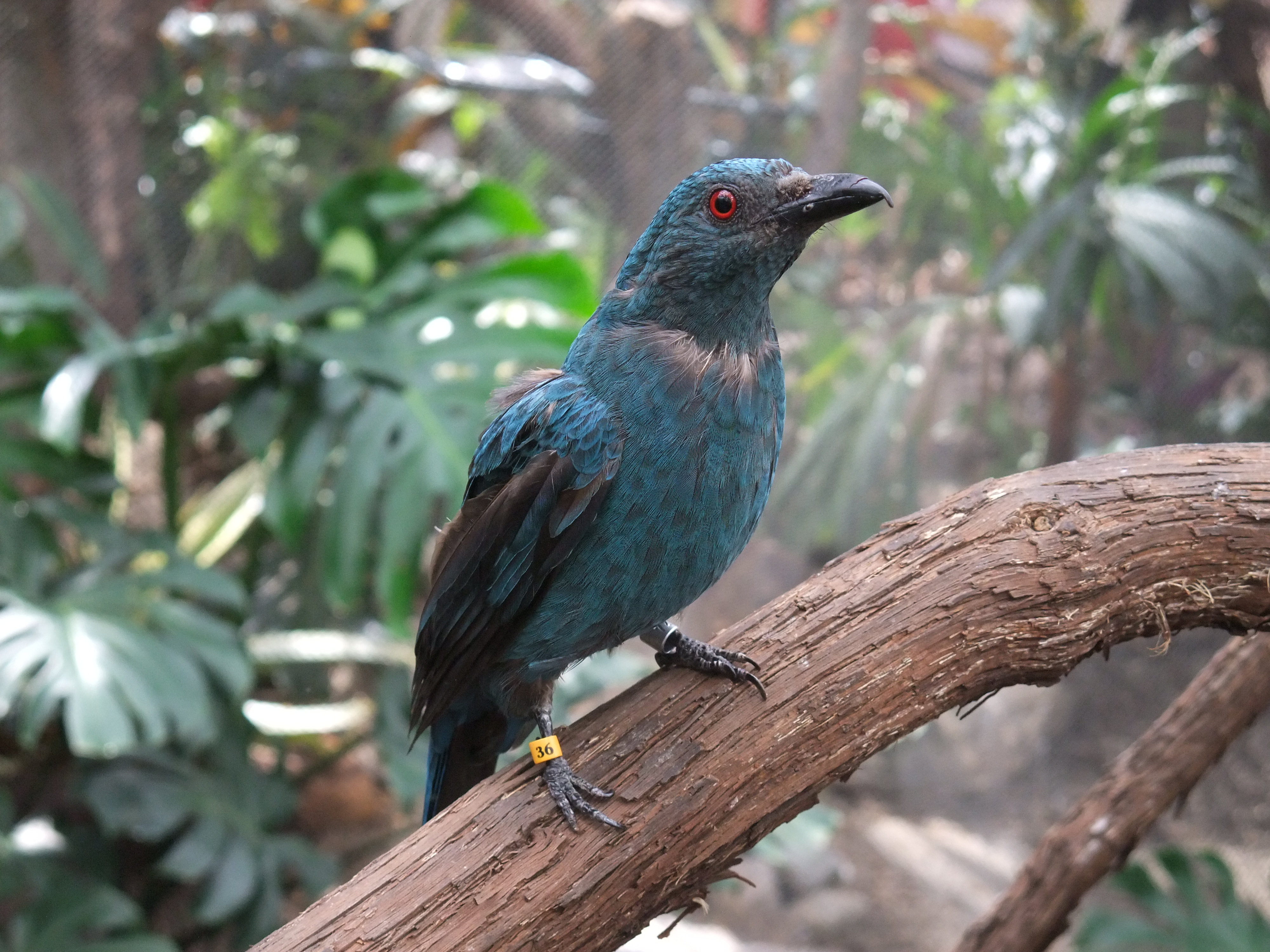
Femella

La irene asiàtica(Irena puella), és un ocell dels dos membres existents de la família Irenidae. Aquesta espècie es distribueix àmpliament pel Sud-est asiàtic: Índia, Indoxina, Sumatra, Java, Borneo, Palawan i el sud de la Xina. Presenta un clar dimorfisme sexual: els mascles presenten un plomatge blau i negre i les femelles són de color verdós.
Alguns autors han considerat la subespècie pròpia de Palawan, una espècie de ple dret:
- irene de Palawan[5] (Irena tweeddalii Sharpe, 1877).